# Bernina-Tour
Als Bernina-Tour wird die Schweizer Wanderroute 53 (eine von 65 regionalen Routen) in den Westlichen Ostalpen bezeichnet. Sie beginnt in Poschiavo, führt in fünf Etappen durch den Schweizer Kanton Graubünden, den Ost- & Nordrand der Bernina-Alpen, den Westrand der Livigno-Alpen, den Südrand der Albula-Alpen und endet in Maloja. 

## Etappen
1. Poschiavo – Cavaglia – Alp Grüm – Ospizio Bernina: 15 km, 1350 Höhenmeter Auf-, 120 Hm Abstieg, 5 1⁄3 Std.
2. Ospizio Bernina – Diavolezza (Bergstation): 9 km, 900 Hm Auf-, 200 Hm Abstieg, 3 1⁄2 Std.
3. Diavolezza – Fuorcla Pischa – Pontresina: 14 km, 880 Hm Auf-, 1150 Hm Abstieg, 5 1⁄4 Std.
4. Pontresina – Val Roseg – Fuorcla Surlej – Mittelstation Murtèl (Piz-Corvatsch-Bahn): 14 km, 1100 Hm Auf-, 190 Hm Abstieg, 4 3⁄4 Std.
5. Mittelstation Murtèl – Sils Maria – Sils Baselgia – Grevasalvas – Maloja: 17 km, 320 Hm Auf-, 1300 Hm Abstieg, 5 Std.

Die dritte Etappe beginnt mit der Talfahrt der Luftseilbahn (Entfernung und Höhenmeter sind nicht in den Streckenangaben enthalten).

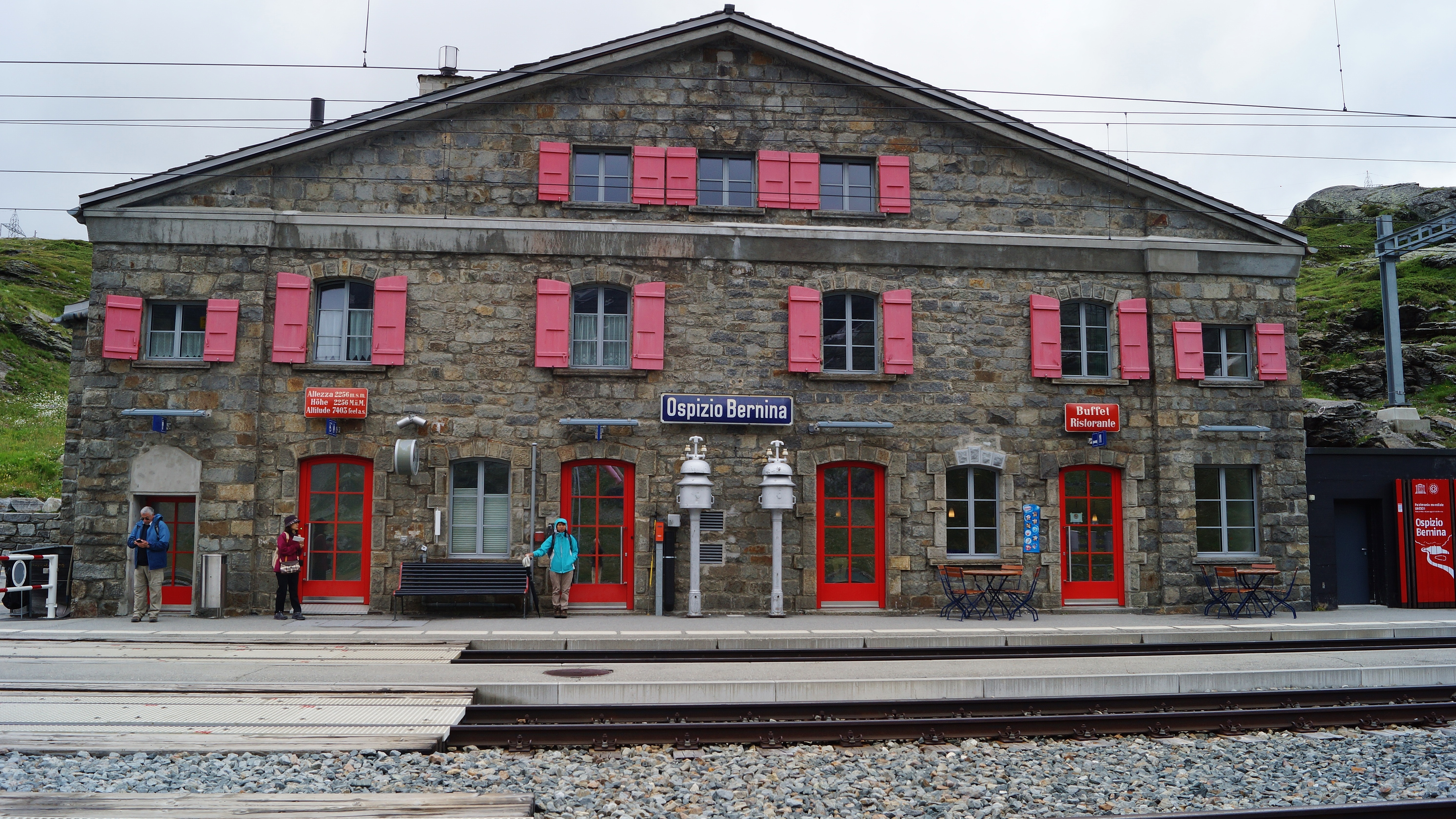
Bahnhof Ospizio Bernina
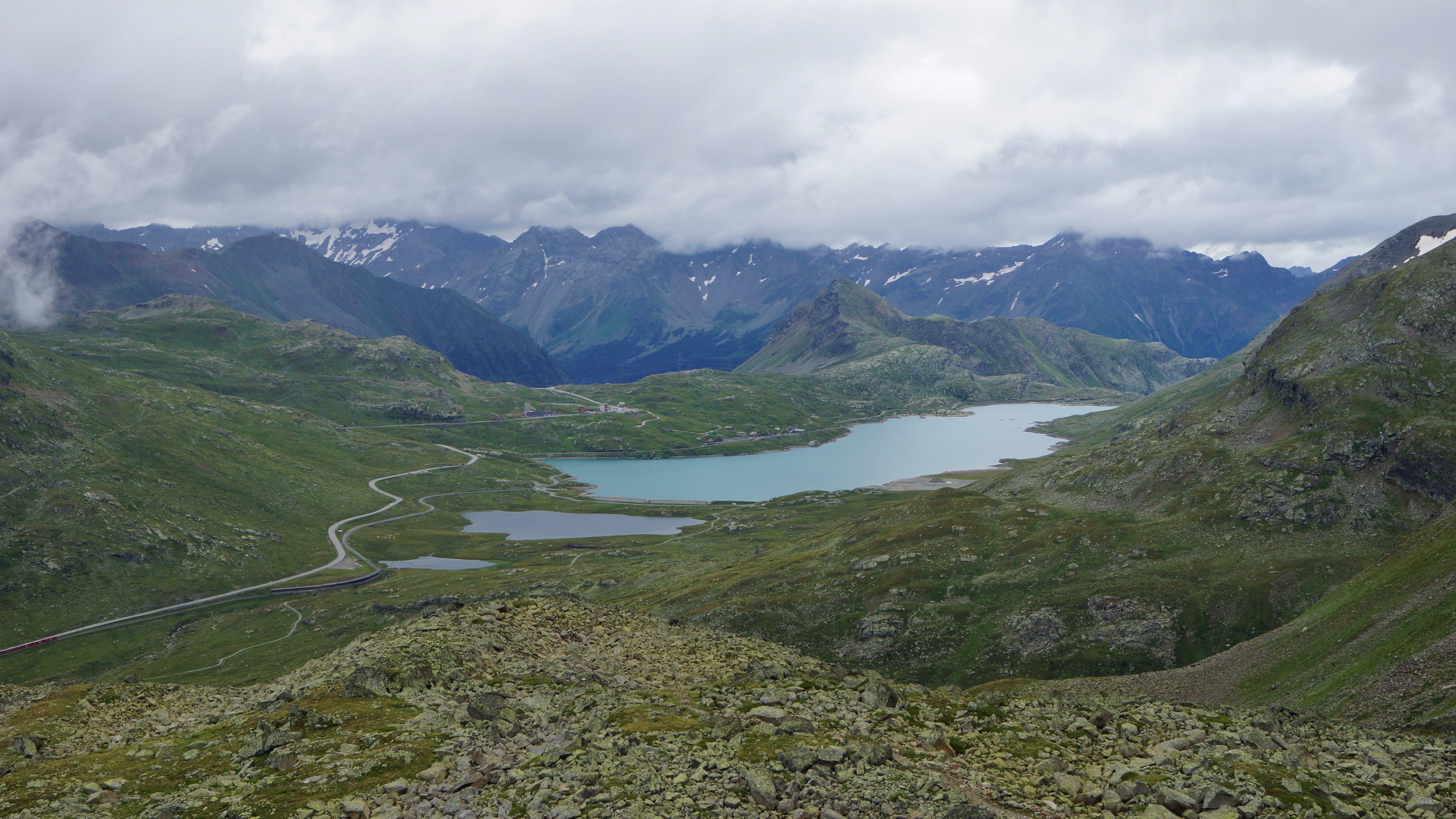
Blick aus der Diavolezza-Seilbahn zum Berninapass.
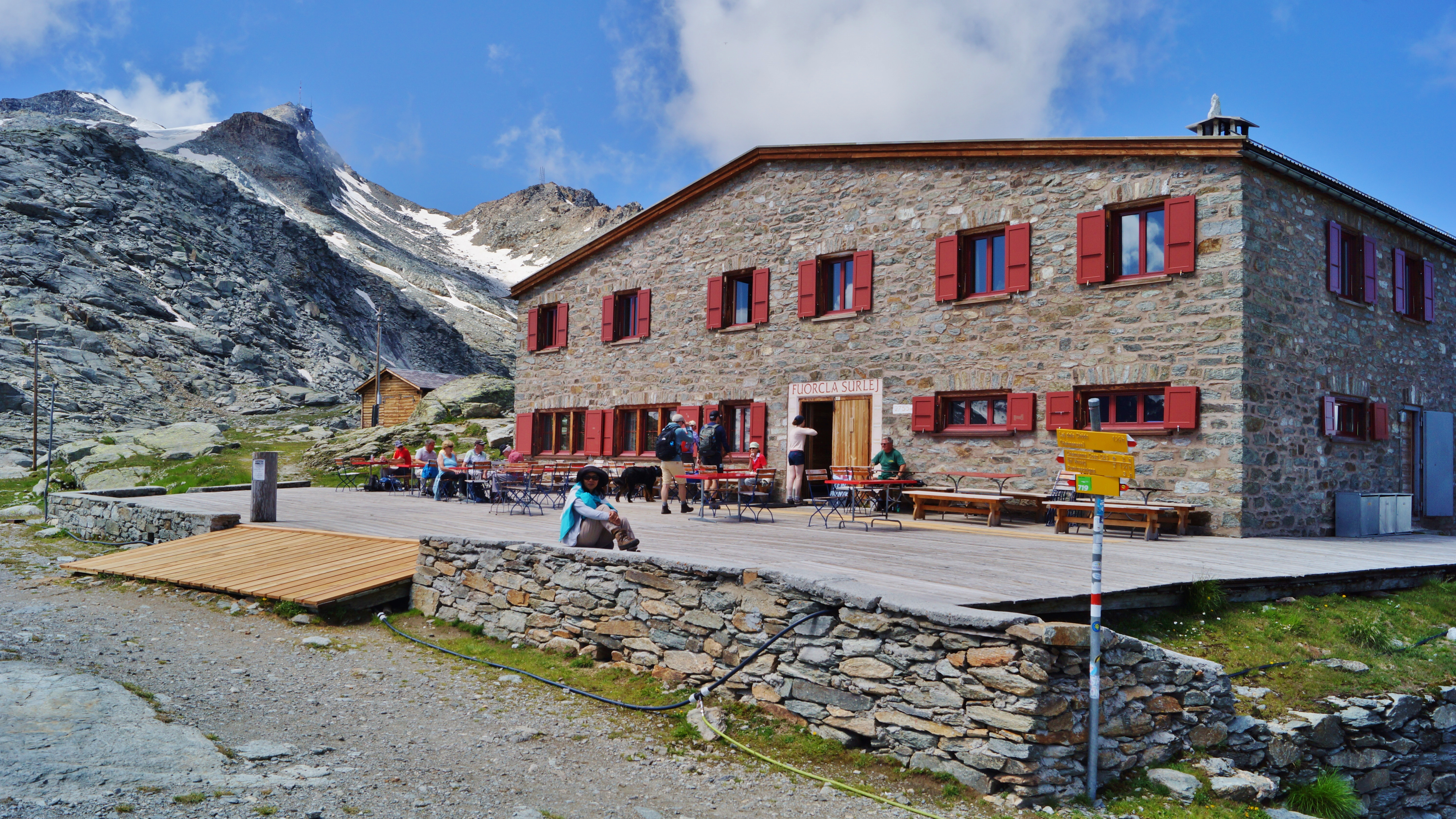
Fuorcla Surlej > Corvatsch

## Nachweis
1. ↑  Alle regionalen Routen bei «SchweizMobil».